# Madregilda
Madregilda és una pel·lícula espanyola dirigida el 1993 per Francisco Regueiro. Ofereix una visió corrosiva i demolidora de la figura de Francisco Franco, recreant-lo com un pare simbòlic d'una època d'horror i crueltat i oferint una visió esperpèntica de l'Espanya de la postguerra.

## Argument
La pel·lícula Gilda fa empremta en la vida dels protagonistes. Tots els primers divendres de mes es reuneixen en un bar del moro Hauma 4 personatges que es van conèixer en la missió militar a Àfrica per a jugar al mus: Franco (Juan Echanove), Longinos (José Sacristán), amic del "caudillo", Huevines, pàter d'un regiment de Regulares i Miguel, antic general...

## Repartiment
- Juan Echanove - Franco
- José Sacristán - Longinos
- Kamel Cherif - Hauma
- Antonio Gamero - Huevines
- Fernando Rey - pare de Franco
- Barbara Auer - madregilda
- Juan Luis Galiardo - Miguel

## Premis
Goyas 1993
| Categoria                        | Persona                                   | Resultat  |
| -------------------------------- | ----------------------------------------- | --------- |
| Millor actor                     | Juan Echanove                             | Guanyador |
| Millor guió original             | Ángel Fernández Santos Francisco Regueiro | Candidats |
| Millor fotografia                | José Luis López-Linares                   | Candidat  |
| Millor direcció artística        | Luis Vallés                               | Candidat  |
| Millor disseny de vestuari       | Gumersindo Andrés                         | Candidat  |
| Millor maquillatge i perruqueria | Odile Fourquin María de la Mar Paradela   | Candidats |
| Millors efectes especials        | Reyes Abades                              | Candidata |

Fotogramas de Plata 1993 a la millor pel·lícula espanyola